# Dykes & Gorgons
Dykes & Gorgons fue una revista feminista lésbica  y separatista fundada en 1973 en Berkeley, California. Su actividad cesó en 1976.

## Historia
La publicación criticaba el racismo y el clasismo dentro del movimiento lésbico-feminista, criticaba a los grupos socialistas dominados por hombres y se oponía a la presencia de mujeres trans en las organizaciones de lesbianas. Dykes & Gorgons también animaba a las lesbianas-feministas a rechazar la feminidad tradicional, abogando por que las mujeres rechazaran la restrictiva ropa femenina y se cortaran el pelo como expresión de feminismo y visibilidad lésbica.
El sitio web Autostraddle describió a Dykes & Gorgons como una publicación lésbico-feminista que, por desgracia, se había desvanecido en el olvido, algo «particularmente trágico» porque Dykes & Gorgons tenía un «nombre increíble».
Dykes & Gorgons se ha digitalizado y agregado a las colecciones digitales de Bryn Mawr College.